# Mil caminos (álbum de Damaris)
Mil caminos es el segundo disco de estudio de Damaris, lanzado en 2007.

## Lista de canciones
| Mil caminos |                 |          |  |
| N.º         | Título          | Duración |  |
| 1.          | «Tusuykusun»    |          |  |
| 2.          | «Vida»          |          |  |
| 3.          | «Ya basta»      |          |  |
| 4.          | «Mil caminos»   |          |  |
| 5.          | «Palomitay»     |          |  |
| 6.          | «Poco a poco»   |          |  |
| 7.          | «En mi soledad» |          |  |
| 8.          | «Acéptalo»      |          |  |
| 9.          | «Tu silencio»   |          |  |
| 10.         | «Nace el día»   |          |  |
| 11.         | «Desnuda»       |          |  |
| 12.         | «Toronja»       |          |  |

## Premios y nominaciones

### Premios Grammy Latinos
| Año  | Trabajo nominado | Categoría              | Resultado |
| ---- | ---------------- | ---------------------- | --------- |
| 2008 | Mil caminos      | Mejor Álbum Folklórico | Nominado  |

### Festival Internacional de la Canción de Viña del Mar
| Año  | Trabajo nominado | Categoría              | Resultado |
| ---- | ---------------- | ---------------------- | --------- |
| 2008 | Tusuykusun       | Competencia folclórica | Ganador   |